# 조호르주

조호르 주의 깃발

조호르 주의 문장

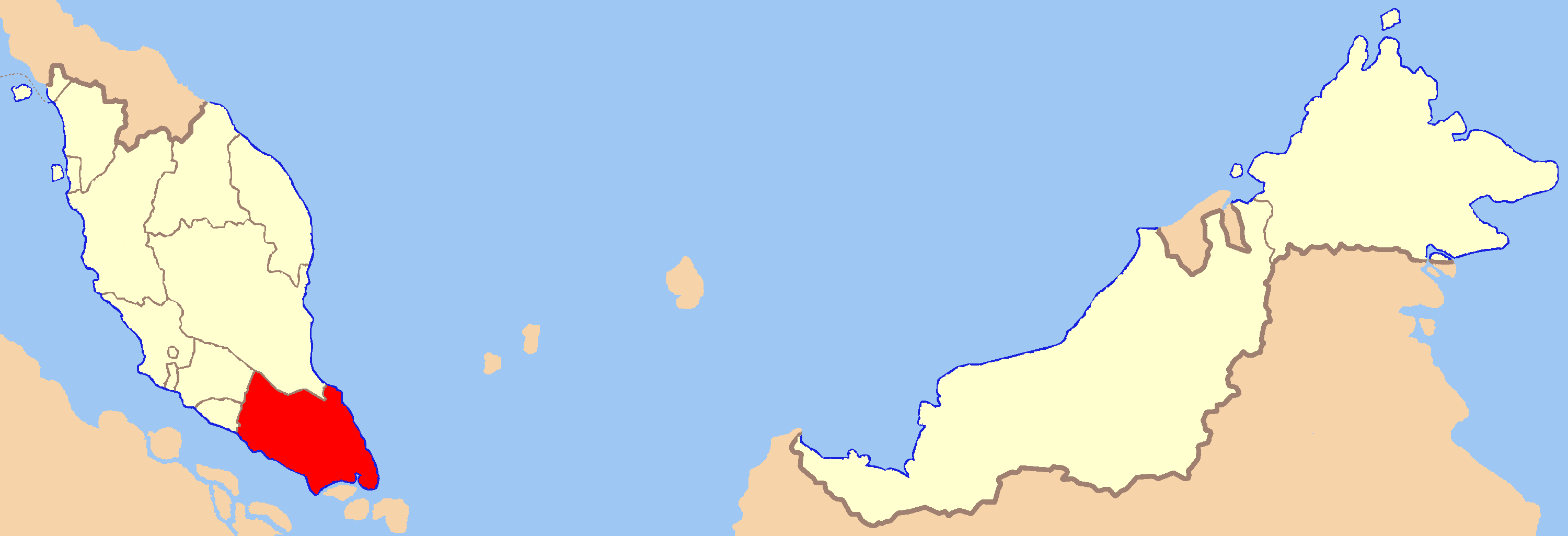
조호르 주

조호르(Johor, جوهر)는 서(西)말레이시아(말라야) 남쪽 끝에 있는 주이다. 면적은 19,166km2이고 인구는2017년 기준 3,700,000이다.

## 개요
주도는 조호르바루이다. 조호르(johor)는 “보석”이라는 뜻이다. 주 전체 면적은 약 20,000 평방 킬로미터, 인구는 약 280만 명이다. 조호르 해협을 사이에 두고, 이웃 나라 싱가포르와 조호르-싱가포르 코즈웨이(Causeway)로 연결되어 있지만, 교통 체증이 심했기 때문에 조호르바루 서쪽 탄중쿠팡(Tanjung Kupang)에서도 싱가포르 서부를 연결하는 다리인 말레이시아-싱가포르 보조 링크가 1998년에 완성되었다.
또한, 싱가포르와 지리적으로 인접해있을 뿐더러, 물가가 싱가포르에 비해 저렴한 편이라 많은 싱가포르인들이 주말을 이용하여 조호르바루에서 쇼핑을 즐기는 추세이다. 싱가포르의 방송과 라디오의 전파가 잡혀서, 대다수의 조호르 사람들은 싱가포르 방송과 라디오의 청취가 가능하다.

## 역사
1511년 믈라카 왕국이 포르투갈에게 정복된 뒤, 믈라카에서 도망쳐온 술탄 마뭇 샤와 그의 아들 알라우딘 리아얏 샤가 건설한 곳이다. 18세기에 도읍지가 싱가포르 남쪽의 리아우 제도로 옮겨진 뒤 번영을 구가하다가, 네덜란드와의 전쟁에서 패배한 후 쇠퇴했다. 조호르 술탄국의 총독들은 1819년 싱가포르를 할양할 때 영국으로부터 독립을 인정받았다.
1830년 이후 중국의 후추와 감비어(카테큐) 재배농민들이 이 평원에 자리잡았고, 몇몇 작은 교역소들이 강을 따라 세워졌다. 1919년 철도가 말레이 반도(말라야)의 주석·고무 생산지대에서 남쪽으로 싱가포르까지 연장되자, 습지로 인해 반도의 나머지 지역과 떨어져 역사적으로 고립되어왔던 조호르는 반도의 나머지 지역과 연결되면서 경제가 발전하기 시작했다.
제1차 세계대전 뒤 대규모의 고무나무 농장들이 생겼고 주석과 철 광산들이 발견되었다. 텔루크라무니아에서 보크사이트가 채굴된다. 오늘날 조호르는 기름야자 생산으로 유명하며 코코넛(코프라)과 파인애플 농장이 습지평원, 특히 서쪽의 이탄지대에 펼쳐져 있다. 통조림 공장들이 농장 옆에 있다. 조호르틍가르에서는 1970년 ~ 1990년 장기 개발 계획의 일부로 대규모 농업 및 재정착 사업을 벌이고 있다.

## 지리
북서쪽으로는 믈라카주 및 느그리슴빌란주, 북쪽으로는 파항주에 접해 있다. 믈라카 해협과 남중국해를 따라 400km가량 뻗은 해안선이 싱가포르 공화국의 북쪽 국경과 이웃하며 앞바다에는 작은 섬들이 있다. 큰 습지들과 밀림으로 덮여 있고 대체로 평평한 지대로 이루어져 있지만 중동부지역에는 900m가 넘는 봉우리들이 솟아 있다.

## 행정구역

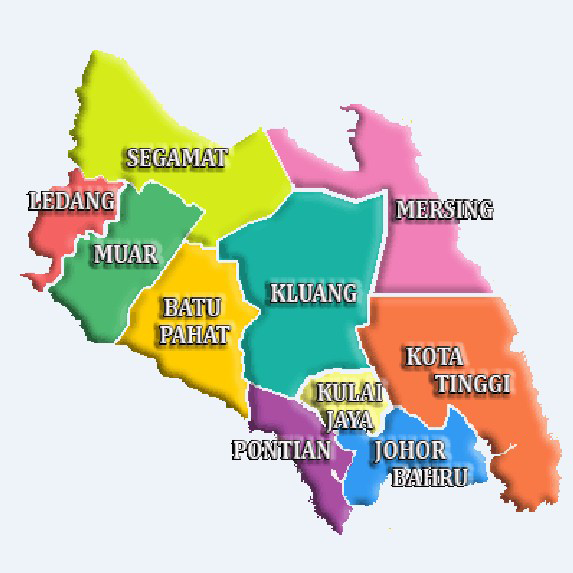
조호르 주

| 순위 | 구역       | 인구(2009) |
| ---- | ---------- | ---------- |
| 1    | 조호르바루 | 2,374,778  |
| 2    | 바투파핫   | 519,800    |
| 3    | 무아르     | 510,376    |
| 4    | 클루앙     | 394,800    |
| 5    | 코타팅기   | 279,600    |
| 6    | 세가맷     | 287,400    |
| 7    | 폰티안     | 208,050    |
| 8    | 메르싱     | 107,400    |
| 9    | 쿨라이자야 | 275,105    |
| 10   | 르당       | 155,978    |

## 산업
조호르의 항만은 수심이 얕기 때문에 무역은 싱가포르 항만시설에 의존한다. 오늘날 상품의 운반은 주로 주도인 조호르바루를 중심으로 뻗어 있는 도로망을 통해 이루어진다. 조호르바루는 간선 도로를 통해 싱가포르와 이어지며, 싱가포르는 조호르의 테브라우 강(Tebrau River)에서 물을 공급받는다. 조호르는 행정적으로는 말레이시아에 속하지만 실질적으로는 싱가포르의 배후지 역할을 하고 있으며, 북쪽의 파항 주와는 경제적으로 거의 관계가 없다. 조호르바루 외의 다른 주요 도시로는 무아르·바투파핫·메르싱·스가맛 등이 있다.

## 같이 보기
- 조호르 술탄국